# VTsIOM
VTsIOM est le Centre Panrusse d'étude de l'opinion publique, créé en 1987.

## La création de VTsIOM
La création et le développement de l’agence étaient liés avec la carrière de son fondateur, Iouri Levada, le premier professeur de sociologie à l'université d'État de Moscou. Pendant le temps de dégel de Khrouchtchev, on a permis à Levada de faire des sondages de l’opinion publique. 
En 1969 pendant un cours, Iouri Levada a affirmé que des chars ne pouvaient pas changer des idéologies, en faisant allusion à l’invasion soviétique en Tchécoslovaquie en août 1968 ; telle conduite de professeur a été considérée comme une faute idéologique, et il a été alors dégradé du titre de professeur. Un autre conflit entre Iouri Levada et l’État s’est formé autour de l’information d’une recherche, qui concluait que peu de gens lisaient des articles trop longs de Pravda (le journal officiel de l’État soviétique). En revanche, des articles écrasant le sociologue ont été publiés. Pendant le temps de Brejnev Levada a été écarté du travail et des recherches sociologiques.
Durant la glasnost, Levada est revenu aux études sociologiques, et en 1987 le Centre pansoviétique d'étude de l'opinion publique (VTsIOM) a été créé, qui après la chute de l’Union soviétique en 1991 a été renommé par Centre Panrusse d'étude de l'opinion publique.
Dans une interview,  Levada cite Tatiana Zaslavskaïa (russe : Татьяна Заславская) et Boris Grouchine (russe : Борис Грушин) comme les fondateurs de VTsIOM en 1987. Il affirme qu’il a été invité à les y rejoindre.

## Éclatement et création du Centre Levada
VTsIOM est devenu très respecté par les académiciens et les journalistes tant en Union soviétique qu’à l’Ouest pour son objectivité et professionnalisme.
Bien que de 1992 à 2003 VTsIOM ne reçoive pas d’argent du budget gouvernemental et assure son financement par des recherches pour le secteur privé, théoriquement l’organisation restait un service d'État.
Ce fait a permis à l’État de nommer en septembre 2003 le nouveau conseil d'administration de VTsIOM, formé de fonctionnaires et qui devait contrôler le travail de VTsIOM. Aucun sociologue de VTsIOM n’est entré dans ce conseil. 
Levada a affirmé que le but de ce changement du Kremlin était de cacher l’opposition publique ascendante contre la Seconde guerre de Tchétchénie pendant la période des élections. (Dans les années précédentes le Kremlin a utilisé les mêmes méthodes pour récupérer des réseaux informationnels NTV, TV-6 et TVS .)
Après ce changement imposé, Iouri Levada et quelques-uns de ses collègues, qui formaient le centre scientifique de VTsIOM, ont démissionné (et de plus, ils ont pris les ressources et l’équipement qu’ils ont utilisé pendant 15 années) pour organiser la nouvelle agence de recherches sur l’opinion publique intitulée la Service Analytique VTsIOM (ou VTsIOM-A). En 2004 VTsIOM-A a été renommé en Centre analytique Levada (Centre Levada).
Le nouveau directeur de VCIOM est Valeri Fiodorov, un politicien sans aucune expérience en sondages d'opinion. Il a formé la nouvelle équipe de VTsIOM, dont la majorité n’est pas connue.
En septembre 2003 pendant sa visite à l'université Columbia aux États-Unis, le président Vladimir Poutine a donné son avis sur le sujet du changement à VtsIOM et l’a supporté. En revanche Levada a déclaré que Poutine a rejeté trois tentatives de le convaincre que son rating était beaucoup moins élevé qu’annoncé.

## VTsIOM dans les années 2010

### L’équipe
Environ 70 spécialistes dans des domaines différents, dont la sociologie, le marketing, la science politique, les finances, la psychologie, la statistique etc. travaillent dans le bureau de VTsIOM aujourd’hui à Moscou. Les annexes de VTsIOM sont situées dans tous les 7 districts fédéraux de la Russie. Le réseau des enquêteurs compte environ 5 000 personnes.

### Des recherches
VTsIOM organise des recherches tant au niveau régional que niveau fédéral, et de plus sur le territoire des pays ex-soviétiques et à l’étranger lointain. Les directions des recherches principales sont :
– la politique ;
– des affaires sociales ;
– le business.

### Méthodologie
VTsIOM emploie un grand nombre de techniques des recherches, par exemple interviews personnelles, groupes focalisés, mystery shopping, etc. VTsIOM effectue hebdomadairement des sondages d’opinion panrusses.

## Enregistrement comme agent de l'étranger
En septembre 2016, le centre est enregistré comme « agent de l'étranger » par un tribunal russe. Il suspend son activité dans la foulée.